# Южно-Сахалинский район
Южно-Сахалинский район — административно-территориальная единица в составе Южно-Сахалинской и Сахалинской областей, существовавшая в 1946—1963 годах.
Южно-Сахалинский район в составе Южно-Сахалинской области был образован 5 июня 1946 года. Его центром стал город Южно-Сахалинск (бывший Тоёхара). 2 января 1947 года в связи с упразднением Южно-Сахалинской области район вошёл в состав Сахалинской области. В том же году центр района был перенесён в село Новоалександровск. В то время в состав района входили 5 сельсоветов.
1 февраля 1963 года Южно-Сахалинский район был упразднён, а его территория разделена между Анивским районом (большая часть) и Южно-Сахалинским горсоветом (меньшая часть).